# Эхо (озеро)
Эхо — озеро в восточной Антарктиде, расположенное в оазисе Вестфолл.
Первая фотосъёмка озера была осуществлена в 1947 году во время американской операции Highjump. Названо Советской Антарктической экспедицией в 1956 году.